# James P. Allison
James P. Allison (n. 7 august 1948, Alice, Texas, SUA) este un imunolog american. La 1 octombrie 2018, i-a fost decernat Premiul Nobel pentru Fiziologie sau Medicină, împreună cu Tasuku Honjo, „pentru descoperirea terapiei cancerului prin inhibarea reglării imune negative”. James P. Allison a studiat antigenul 4 de pe limfocitele T citotoxice (CTLA-4) care frânează răspunsul imun antitumoral al acestor limfocite și a dezvoltat un anticorp monoclonal care inhibă CTLA-4 și astfel permite limfocitelor T să atace celulele canceroase.